# Fokker G.I
Fokker G.I là một loại máy bay tiêm kích hạng nặng hai động cơ của Hà Lan, nó có kích thước và nhiệm vụ tương đương với loại Messerschmitt Bf 110 của Đức và Mosquito của Anh.

## Biến thể
- G.I: Mẫu thử, lắp 2 động cơ Hispano-Suiza 14AB-02/03; 1 chiếc, c/n 5419.[2]
- G.Ia: Phiên bản hai và ba chỗ, lắp động cơ Bristol Mercury VIII; 36 chiếc, c/n 5521-5556.[3]
- G.Ib: Phiên bản hai chỗ, dùng để xuất khẩu, lắp động cơ Pratt & Whitney SB4-G Twin Wasp Junior; 25 hoặc 26 chiếc, c/n 5557-5581.[4]

## Quốc gia sử dụng
Hà Lan
- Luchvaartafdeling (LVA)

 Nazi Germany
- Luftwaffe (số lượng nhỏ)[5][N 1]

## Tính năng kỹ chiến thuật (Fokker G.Ia)
Nederlandse Vliegtuig Encyclopedie No.12: Fokker G-1 (2nd edition); The Fokker G-1

### Đặc điểm riêng
- Tổ lái: 2-3
- Chiều dài: 10,87 m (35 ft 8 in)
- Sải cánh: 17,16 m (56,29 ft)
- Chiều cao: 3,80 m (12,4 ft)
- Diện tích cánh: 38,30 m² (412,26 ft²)
- Trọng lượng rỗng: 3.325 kg (7.330 lb)
- Trọng lượng có tải: 4.800 kg (10.582 lb)
- Trọng lượng cất cánh tối đa: 5.000 kg (11.023 lb)
- Động cơ: 2 × Bristol Mercury VIII

### Hiệu suất bay
- Vận tốc cực đại: 475 km/h (295 mph)
- Tầm bay: 1.510 km (938 mi)
- Trần bay: 10.000 m (32.808 ft)
- Vận tốc lên cao: 13,5 m/s (44,29 ft/s)
- Lực nâng của cánh: 125,3 kg/m² (25,68 lb/ft²)
- Lực đẩy/trọng lượng: 0,22 kW/kg (0,14 hp/lb; 0,30 hp/kg)

### Vũ khí
- 8 khẩu súng máy FN-Browning 7,9 mm (0.31 in) ở mũi
- 1 khẩu súng máy 7,9 mm (0.31 in) ở phía sau
- 300 kg (660 lb) bom (G.1b có thể mang 400 kg (880 lb))